# Mormodes schultzei
Mormodes schultzei är en orkidéart som beskrevs av Rudolf Schlechter. Mormodes schultzei ingår i släktet Mormodes och familjen orkidéer.
Artens utbredningsområde är Colombia. Inga underarter finns listade i Catalogue of Life.